# Evelyn Matthei
Evelyn Rose Matthei Fornet (Santiago, 11 de noviembre de 1953) es una licenciada en economía  y política chilena de ascendencia alemana, que se desempeñó como alcaldesa de la comuna de Providencia entre 2016 y 2024. Actualmente es candidata a la presidencia de Chile en la elección presidencial de 2025 por la coalición Chile Vamos.
En 1988 entró a militar en el partido de centroderecha Renovación Nacional (RN), al cual renunció en 1993, luego de conocerse su participación en un escándalo político conocido como Piñeragate, protagonizado por Sebastián Piñera, siguiendo como independiente hasta 1999, cuando ingresó a la Unión Demócrata Independiente (UDI), partido de derecha donde actualmente milita.
Entre los años 1990 y 2013, desarrolló un perfil político confrontacional que incluyó un inicial apoyo férreo aL general Augusto Pinochet, además de un lenguaje agresivo contra sus adversarios. Sin embargo, y tras dicha época, ha reemplazado eso con una actitud más conciliadora y también de distanciamiento frente a Pinochet, perspectiva que retomó durante su pre-campaña presidencial en 2025.
Se ha manifestado en favor de medidas como el aborto terapéutico o el matrimonio igualitario lo que durante los años 2010 le significaron estar aislada de las cúpulas de poder en la UDI.
Fue elegida diputada en 1989, por el distrito n.° 23 (Las Condes, Vitacura y Lo Barnechea, Región Metropolitana de Santiago) y reelecta por el distrito n ° 15 (San Antonio, Región de Valparaíso) en 1993. Más adelante, en 1997, fue elegida senadora de la República por la circunscripción n.° 4 (Región de Coquimbo) y reelecta por la misma en 2005, desempeñándose como presidenta de la Comisión de Hacienda del Senado, desde 2009, siendo la primera mujer en ocupar ese cargo. No concluiría este último periodo senatorial, pues fue designada ministra del Trabajo y Previsión Social por el presidente Piñera. 
En 2013, asumió la candidatura presidencial para la elección presidencial en reemplazo de Pablo Longueira. Con ello se convirtió en la primera mujer de la derecha política chilena en ser candidata a la presidencia de la República, en toda su historia. No obstante, perdió ante la socialista Michelle Bachelet, candidata de la coalición de centroizquierda Nueva Mayoría.

## Biografía

### Familia y estudios
Nació el 11 de noviembre de 1953, en Santiago, hija de Elda Fornet Fernández, de ascendencia española, y de Fernando Matthei Aubel de ascendencia alemana, general en retiro de la Fuerza Aérea (FACh), quien durante la dictadura militar de Augusto Pinochet ejerció como ministro de Salud (1976−1978), miembro de la Junta Militar (1978−1990) y comandante en jefe de la Fuerza Aérea (1978−1991), en reemplazo del general Gustavo Leigh. Su hermana Hedy Jacqueline, fue asesora jurídica de los ministerios de Energía y de Minería —durante el primer gobierno de Sebastián Piñera—, así como del comité de senadores de la UDI (en el período legislativo 2010−2014).
Cursó sus estudios primarios y secundarios en el Colegio Alemán de Santiago. En forma paralela, entre 1960 y 1974, realizó estudios de piano, teoría de la música y armonía. Finalizada su etapa escolar, se estableció en Inglaterra donde mantuvo sus estudios de piano.
A su regreso, ingresó al Instituto de Economía de la Pontificia Universidad Católica de Chile (PUC), a cursar la carrera de ingeniería comercial, de donde egresó en 1979. siendo distinguida con el «Premio Raúl Yver», otorgado al mejor egresado de la carrera; sin embargo no concluyó los trámites para titularse de dicha profesión, debido a un supuesto robo ocurrido a los portafolios donde se encontraba la tesis para optar al título.

### Vida laboral y académica
Durante sus años en el Reino Unido, se desempeñó como traductora de la embajada de Chile en dicho país. En forma paralela a sus estudios universitarios, se desempeñó como profesora ayudante en las cátedras de "Administración Organizacional", "Introducción a la Economía", "Teoría de Precios I", "Teoría y Política Monetaria", y "Aspectos Reales de la Economía Internacional". Asimismo, fue ayudante de investigación en la Comisión Económica para América Latina y el Caribe (CEPAL), y participó en un estudio sobre la pobreza en América Latina, bajo la dirección de Oscar Altimir y Sebastián Piñera.
Entre 1978 y 1979, colaboró en la investigación del libro Teoría Monetaria, escrito por Hernán Cortés, del Instituto de Economía de la PUC. Una vez graduada, ejerció la docencia, siendo profesora del curso "Aspectos Reales de la Economía Internacional" en el Instituto de Economía de la PUC. Al año siguiente, se desempeñó como investigadora del Departamento de Estudios de Forestal S.A. En 1981 realizó la misma función en la División de Finanzas de la Superintendencia de Administradoras de Fondos de Pensiones (AFP). Entre 1982 y 1985 asumió la jefatura de la División de Estudios de la misma entidad.
Desde 1986 y hasta 1989, fue subgerente de Establecimientos Comerciales, Turismo y Seguros de Bancard S.A. En 1988, fue asesora del Consejo Económico y Social (CES). A partir de esa última fecha, fue profesora de "Introducción a la Economía" en la Universidad Católica de Chile.

### Matrimonio e hijos
Está casada desde 1979 con Jorge Desormeaux Jiménez, economista que fue consejero del Banco Central desde 1999 hasta 2009. Con su cónyuge es madre de tres hijos; Jorge, Roberto y Antonia.

## Carrera política
Comenzó su trayectoria política en 1988 al integrar el partido Renovación Nacional (RN). En dicha colectividad pasó a integrar la Comisión Política. Junto a su partido, apoyó la opción «Sí» en el plebiscito de ese año, que buscaba la continuidad en el poder de Augusto Pinochet, quien era el líder de la dictadura militar —en la cual su padre, Fernando Matthei, integraba la Junta militar—. Por ello, fue uno de los principales rostros políticos que aparecieron en la franja electoral de dicha opción.

### Diputada RN,Piñeragatey acercamiento a la UDI (1990−1994)
En las elecciones parlamentarias de diciembre de 1989, fue elegida diputada en representación de Renovación Nacional por la Región Metropolitana, para el periodo legislativo 1990−1994, por el distrito n.° 23, correspondiente a las comunas de Las Condes, Lo Barnechea y Vitacura. En dicho periodo integró las comisiones permanentes de Hacienda, de Trabajo y Seguridad Social, y la Comisión Especial de Régimen Político Chileno.

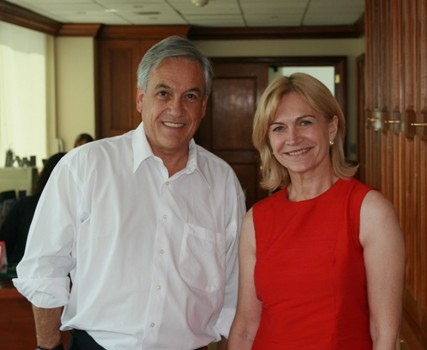
Sebastián Piñera y Evelyn Matthei, figuras de Renovación Nacional involucradas en el Piñeragate.

Conformaba dentro de RN el grupo conocido como «la patrulla juvenil», que también integraban otras figuras jóvenes como Sebastián Piñera, Andrés Allamand y Alberto Espina. Dicho grupo se propuso desplazar a la directiva fundacional del partido, presidida desde 1987 por Sergio Onofre Jarpa, cuestión que lograron en 1990, cuando Allamand asumió la presidencia de RN, y Matthei la vicepresidencia.
Matthei y Piñera, ambos figuras de «la patrulla juvenil», se convirtieron en los precandidatos presidenciales de RN para la elección presidencial de 1993. Sin embargo, ambas aspiraciones a convertirse en el próximo presidente de Chile se vieron truncadas el 23 de agosto de 1992, cuando el empresario Ricardo Claro hizo pública en televisión una escucha telefónica entre Piñera y Pedro Pablo Díaz, en donde ambos discutían las formas de desacreditar públicamente a Matthei. Dicho escándalo es conocido como «Piñeragate» o «Kiotazo», por la radio en que fue reproducida la grabación.

Pero la gracia es que trate elegantemente de dejarla [a Matthei] como una cabrita chica, cierto, despistada, que está dando palos de ciego [opiniones o iniciativas al azar], sin ninguna solidez, me entendís tú ¿o no?
Sebastián Piñera, 23 de agosto de 1992.

Luego de negar repetidamente su participación en el caso de la interceptación telefónica, y presionada por una investigación llevada adelante por el mismo Piñera, el 7 de noviembre de ese año Matthei confesó públicamente su responsabilidad, declarando que la había obtenido la grabación de un supuesto radioaficionado. La investigación judicial del caso, sin embargo, aclaró que en realidad no existió un radioaficionado involucrado en los hechos, sino que la cinta fue entregada por el capitán Fernando Diez, oficial de la Compañía de Guerra Electrónica del Regimiento de Telecomunicaciones N.º 9 "Soberanía". De paso, en su declaración pública del 7 de noviembre, bajó su precandidatura presidencial. Poco tiempo después, renunció a Renovación Nacional, y se acercó a la bancada de diputados de la Unión Demócrata Independiente (UDI), aunque sin militar en dicho partido.

### Diputada independiente pro UDI (1994−1998)
En las elecciones parlamentarias de 1993 fue reelegida diputada, esta vez como candidata Independiente dentro del pacto Unión por el Progreso de Chile, y por el distrito n.° 15, correspondiente a las comunas de Algarrobo, Cartagena, Casablanca, El Quisco, El Tabo, San Antonio y Santo Domingo.
Durante el periodo 1994−1998 en la Cámara de Diputados, integró las comisiones permanentes de Trabajo y Seguridad Social, de Economía, Fomento y Desarrollo, de Ciencias y Tecnología, de Relaciones Exteriores, Integración Latinoamericana y Asuntos Interparlamentarios. Fue también, reemplazante en la de Hacienda.

#### Caso Drogas: Andrés Allamand
Dentro de este periodo, se comprobó que Matthei y el exministro de Pinochet, Francisco Javier Cuadra, participaron en el montaje de un video que intentaba probar que Juan Carlos Latorre (PDC) y Andrés Allamand estaban involucrados en el consumo de drogas. Ante ello, Cuadra fue condenado a 540 días de prisión por la Ley de Seguridad del Estado. Igualmente, y previo a dicha condena, Matthei avaló los dichos de Cuadra, y además lo apoyó en el proceso judicial en su contra. En este, le proporcionó testigos, que afirmaron haber oído comentarios de terceros, sobre un supuesto consumo de drogas por parte de Allamand.
El episodio, que marcó duramente la carrera política de Allamand —y que fue utilizado en su contra en la elección senatorial de 1997—, terminó por tensar su relación con aquel, lo cual se habría apreciado, por ejemplo, en el hecho de que Matthei futuramente no aplaudiera la nominación de Allamand como ministro del primer gobierno de Sebastián Piñera en 2011, o que, aparentemente, dicho dirigente no quisiera competir en contra suya para haber sido el candidato de la Alianza para la elección presidencial de 2013.

### Senadora (1998−2011)
Para las elecciones parlamentarias de 1997 se presentó como candidata a senadora por la región de Coquimbo (4.ª circunscripción). Fue elegida para el periodo 1998−2006, en el que integró las comisiones permanentes de Economía, de Minería y Energía, de Salud; y de Hacienda. Presidió la Comisión Revisora de Cuentas.
Matthei llamó a boicotear las industrias inglesas y españolas en 1998, debido al arresto de Augusto Pinochet en Londres. Junto con Pía Guzmán y Rosa González crearon el "Movimiento Femenino por la Dignidad Chilena", organización que agrupaba a mujeres pinochetistas que protestaron frente a la embajada de España en Santiago.
En agosto de 1999 se inscribió como militante de la UDI. Sin embargo, desde que integra ese partido ha mantenido distancia con la cúpula directiva de este, emitiendo varias opiniones disidentes a los lineamientos entregados por ésta. Dichas posiciones han generado en varias oportunidades incomodidad al interior de la UDI.
En elecciones parlamentarias de diciembre de 2005, obtuvo su reelección por la misma circunscripción n.° 4, por el periodo 2006−2014. En dicho periodo integró las comisiones de Economía, de Salud, y de Transportes y Telecomunicaciones, de Trabajo y Previsión Social, de Hacienda, y la Especial Mixta de Presupuestos. Además presidió las comisiones permanentes Revisora de Cuentas, de Hacienda, y la Comisión Especial Mixta de Presupuestos; en estas dos últimas, fue la primera mujer en hacerlo.

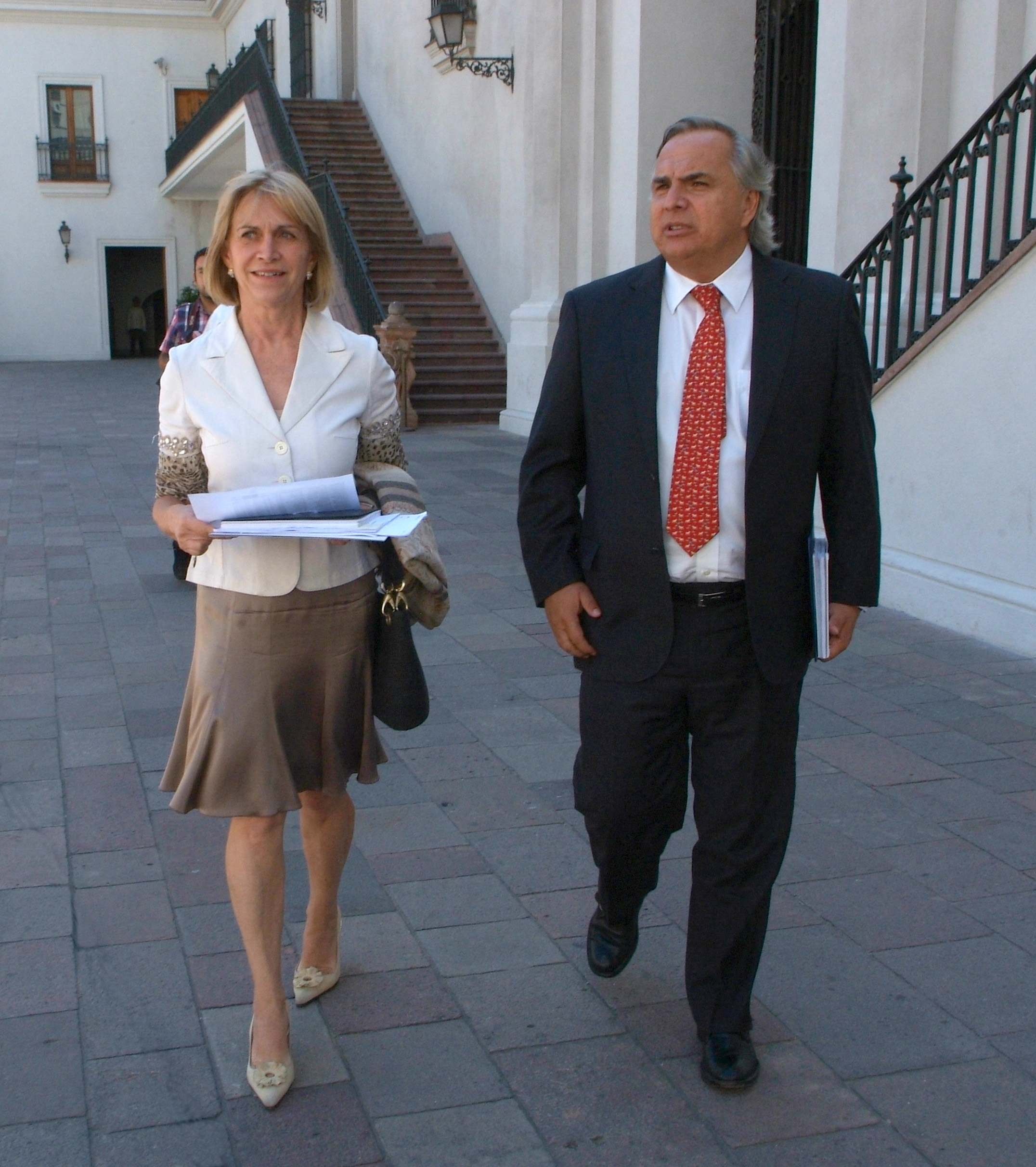
Matthei como Ministra del Trabajo, junto al entonces Ministro Secretario General de Gobierno, Andrés Chadwick

### Ministra del Trabajo (2011−2013)
El 14 de enero de 2011 fue convocada por el presidente Sebastián Piñera para encabezar el Ministerio del Trabajo y Previsión Social, en reemplazo de Camila Merino. Por ello, tuvo que renunciar a su escaño en el Senado, el cual fue llenado por Gonzalo Uriarte, quien fue designado por la UDI. Asumió como ministra el 16 de enero de 2011.

### Candidata presidencial y opositora a Bachelet (2013−2016)
El 20 de julio de 2013, fue nominada como candidata de la UDI para la elección presidencial de ese año, tras la renuncia de su correligionario Pablo Longueira, quien había resultado vencedor en las primarias de la Alianza. Ese mismo día, Matthei presentó su renuncia al gobierno de Piñera, la cual se materializó con el cambio de gabinete del 24 de julio. El 10 de agosto fue ratificada como candidata presidencial por el Consejo General de la UDI y proclamada por el Consejo Nacional de RN con el 81 % de las preferencias, siendo desde ese día la candidata de la Alianza. Con ello, se convirtió en la primera mujer en ser candidata presidencial de la centro-derecha política chilena en su historia.

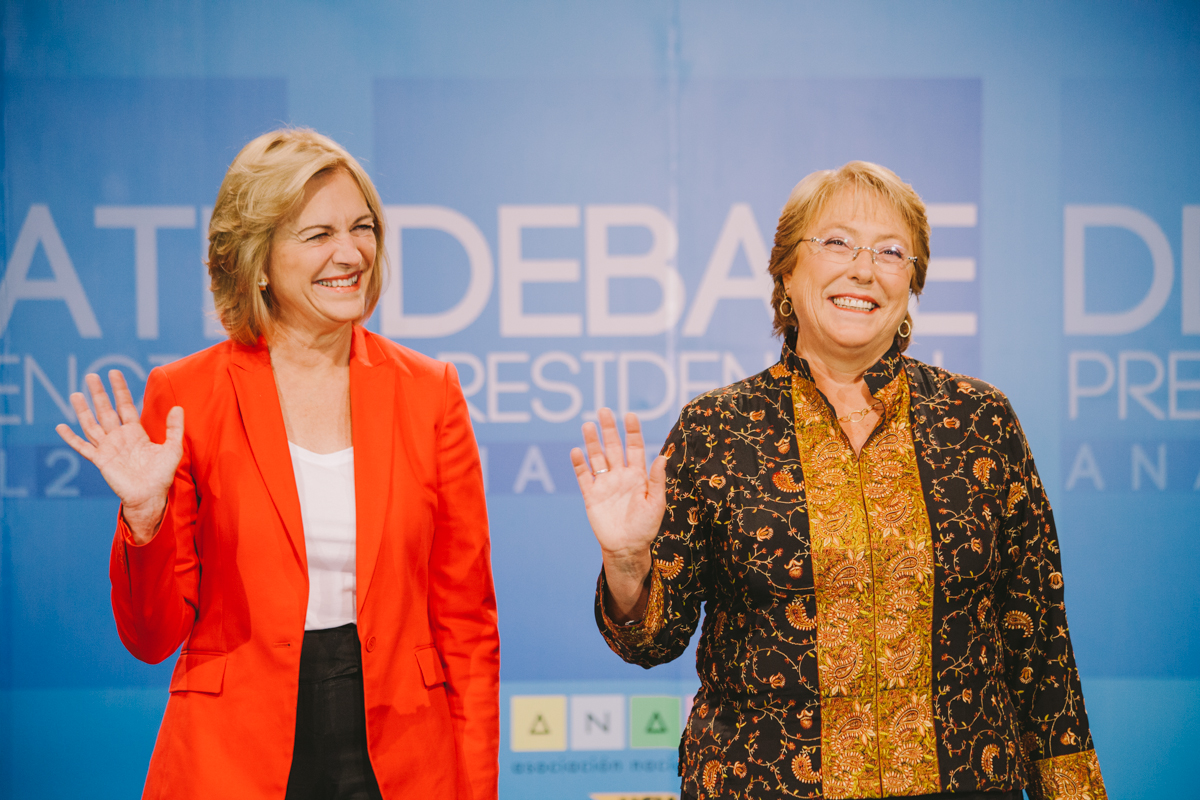
Matthei (a la izquierda) junto a Michelle Bachelet en un debate en 2013.

En la elección del 17 de noviembre, Matthei logró el 25,02 % de los votos, el peor desempeño de su coalición desde la elección de 1993, cuando Arturo Alessandri Besa logró un 24,41 %. A pesar de ello, pasó al balotaje con la candidata de la Nueva Mayoría, Michelle Bachelet, la cual se realizó el 15 de diciembre, donde perdió con un 37.38 % de los votos.
Durante 2014 se desempeñó como docente en el Colegio José Agustín Alfonso en la comuna de Pedro Aguirre Cerda, donde impartió clases de matemáticas a alumnos de primer y segundo año medio. En 2015 anunció su regreso a la vida política y se transformó en una dura opositora al segundo gobierno de Michelle Bachelet, siendo además miembro del directorio de la Fundación Avanza Chile, think tank de centroderecha. En noviembre de ese año anunció que sería candidata a alcaldesa de Providencia en las elecciones municipales de 2016, para el periodo 2016−2020.

### Alcaldesa de Providencia (2016−2024)
Resultó elegida alcaldesa de Providencia al obtener un 53,22 % de los votos en la elección del 23 de octubre de 2016, venciendo a la alcaldesa en funciones Josefa Errázuriz. Asumió en el cargo el 6 de diciembre de ese año. Fue reelecta —en las elecciones del 15 y 16 de mayo de 2021—, para un segundo periodo (2021−2024) con un 54,86 %.

### Campaña presidencial de 2025
Luego de abandonar la alcaldía de Providencia, el 9 de diciembre de 2024 inició su precandidatura presidencial en unas oficinas en la comuna de Las Condes. El 11 de enero de 2025 Renovación Nacional la proclamó candidata presidencial para las elecciones de dicho año; tras su proclamación, Matthei agradeció a RN. El 18 de enero la Unión Demócrata Independiente (UDI) la proclamó como candidata presidencial; en su alocución criticó la gestión del gobierno de Gabriel Boric, aludió a la discusión por la reforma previsional y rememoró los lineamientos del fundador de la UDI, Jaime Guzmán.

## Controversias

### Caso Drogas y relación con Allamand
En una entrevista a la revista Qué pasa, en su edición del 13 de enero de 1995, el abogado Francisco Javier Cuadra planteó que habían «parlamentarios y otras personas que ejercen funciones públicas que consumen drogas», cuestión por la que fue procesado por la Ley de Seguridad del Estado, y finalmente condenado a 540 días de prisión. Matthei avaló los dichos de Cuadra, y apoyó a este en el proceso judicial en su contra, proporcionándole testigos, que afirmaron haber oído comentarios de terceros, sobre un supuesto consumo de drogas por parte de Andrés Allamand. En el proceso, asimismo, se comprobó que Cuadra junto con Matthei participaron en el montaje de un video que intentaba probar que Juan Carlos Latorre (PDC) había comprado drogas.
El episodio, que marcó duramente la carrera política de Allamand —y que fue utilizado en su contra en la elección senatorial de 1997—, ha tensionado la relación entre Matthei y aquel, lo cual se habría apreciado, por ejemplo, en el hecho que ella no aplaudió la nominación a ministro de Allamand en 2011, o que, aparentemente, Allamand no quisiera competir contra Matthei por ser el candidato de la Alianza para la elección presidencial de 2013.

### Posición sobre el aborto terapéutico
En diciembre de 2010, junto con el senador socialista Fulvio Rossi presentaron un proyecto de ley para despenalizar el aborto terapéutico. Dicha propuesta fue duramente criticada al interior de su partido, la UDI. El proyecto fue rechazado por el Senado, junto con otros dos similares, en abril de 2012. Ese mismo año, sostuvo que «me repugna que en una situación en que puede estar la vida de la mujer en peligro, sea el Estado mediante una ley, el que decida. Esto es un tema de conciencia de cada familia».
En una entrevista radial, en octubre de 2011, afirmó que «hay veces que se produce en la fecundación, alguna falla y tienes en vez de dos pares de cromosomas, tienes tres [sic]. Bueno, eso en realidad técnicamente tampoco es un ser humano». Dicha declaración recibió críticas desde la oposición, en especial de los demócratacristianos René Saffirio y Roberto León, como de ONG, que la acusaron de aludir indirectamente al síndrome de Down. Matthei aclaró que se refería a la triploidía y anunció la presentación de una querella contra Saffirrio y León.

### Enfrentamientos verbales
Desde 2012, su figura se ha visto empañada por algunas confrontaciones que protagonizó, en las cuales se la acusó de insultar y hacer uso de lenguaje soez frente a otros políticos. En octubre de 2012, los diputados Sergio Aguiló y Fidel Espinoza la acusaron de insultarlos en una sesión de la Cámara. En mayo de 2013, fue acusada de insultar al diputado Osvaldo Andrade, razón por la que Matthei tuvo un altercado, ante la prensa, con la diputada Alejandra Sepúlveda. El 24 de abril del siguiente año trató de "ignorante" a la ministra de Salud Helia Molina, sobre la polémica por el Hospital de Puente Alto.
En enero de 2013 se divulgó un video en el que aparecía Matthei en una reunión con la diputada Marta Isasi, donde discutían la situación de los trabajadores de la Universidad del Mar, sede Iquique. En la ocasión, ambas se interpelaron duramente, intercambiando algunas groserías; más tarde Matthei acusó a Isasi de haberla grabado sin su conocimiento.
No sólo ha vivido episodios de este tipo con políticos; durante una actividad de campaña en Antofagasta, en agosto de 2013, se enfrentó duramente con un periodista que insistía en consultarle sobre su programa de gobierno en materia deportiva.

### Cargo de Bachelet en la ONU
Matthei señaló que a raíz de que Michelle Bachelet asumiría como Alta Comisionada de Derechos Humanos en la ONU, debería renunciar a todos los beneficios y dietas recibidos por el Estado de Chile, lo que fue calificado como envidia de Matthei hacia Bachelet. Desde la ONU salieron a desmentir sus dichos.

### Cuestionamiento al acuerdo histórico entre Codelco y SQM
El 14 de abril de 2025, Evelyn Matthei solicitó a los parlamentarios de Chile Vamos investigar el histórico acuerdo entre Codelco y Sociedad Química y Minera de Chile (SQM) para la explotación del litio, cuestionando su transparencia y los beneficios reales que este podría representar para el país. La declaración generó una inmediata controversia pública y críticas políticas, reactivando tensiones en torno a la gobernanza del litio y los vínculos entre el mundo político y empresarial. En respuesta, el directorio de Codelco llamó a evitar que el proceso se politizara, advirtiendo sobre el riesgo de que se instrumentalice con fines electorales.

### Acusaciones por utilizarfake news
El 15 de abril de 2025, en el marco de una visita al Parque Estadio Nacional en un punto de prensa, Matthei denunció la supuesta falta de medidas de seguridad en el recinto, afirmando que no existían cámaras de vigilancia. Sin embargo, el Ministerio del Deporte (Mindep) desmintió esta afirmación mediante una declaración pública, precisando que el estadio cuenta con 322 cámaras activas y con reconocimiento facial. La difusión de información inexacta le valió acusaciones de recurrir a fake news para fortalecer su posicionamiento en la carrera presidencial.

### Justificación de asesinatos tras el Golpe de Estado de 1973
El 18 de abril de 2025, en una entrevista con Checho Hirane en Radio Agricultura, Matthei declaró que consideraba justificable el Golpe de Estado de 1973 y que durante los primeros años del régimen militar «era inevitable que hubiese muertos». Estas afirmaciones generaron un rechazo transversal, especialmente desde sectores de centroizquierda, que la acusaron de relativizar el quiebre democrático y las violaciones sistemáticas a los derechos humanos cometidas durante la dictadura. Organizaciones de derechos humanos, el presidente de la República, Gabriel Boric, así como académicos, historiadores y diversos actores del mundo político, criticaron con dureza sus declaraciones, cuestionando el uso político de la memoria histórica.

## Historial electoral
| Año  | Tipo           | Territorio    | Pacto                          | Partido | Votos     | %     | Resultado         |
| ---- | -------------- | ------------- | ------------------------------ | ------- | --------- | ----- | ----------------- |
| 1989 | Parlamentarias | Distrito 23   | Democracia y Progreso          | RN      | 79 595    | 42,32 | Diputada          |
| 1993 | Parlamentarias | Distrito 15   | Unión por el Progreso de Chile | ILB     | 19 572    | 25.85 | Diputada          |
| 1997 | Parlamentarias | Reg. Coquimbo | Unión por Chile                | ILB     | 50 281    | 23.32 | Senadora          |
| 2005 | Parlamentarias | Reg. Coquimbo | Alianza                        | UDI     | 71 697    | 28.47 | Senadora          |
| 2013 | Presidenciales | Chile         | Alianza                        | UDI     | 1 645 271 | 25.01 | Pasa a 2.ª vuelta |
| 2013 | Presidenciales | Chile         | Alianza                        | UDI     | 2 111 306 | 37.38 | No electa         |
| 2016 | Municipales    | Providencia   | Chile Vamos                    | UDI     | 32 092    | 53.22 | Alcaldesa         |
| 2021 | Municipales    | Providencia   | Chile Vamos                    | UDI     | 46 890    | 54.86 | Alcaldesa         |
| 2025 | Presidenciales | Chile         | Chile Vamos                    | UDI     |           |       |                   |